# Motoplaneur

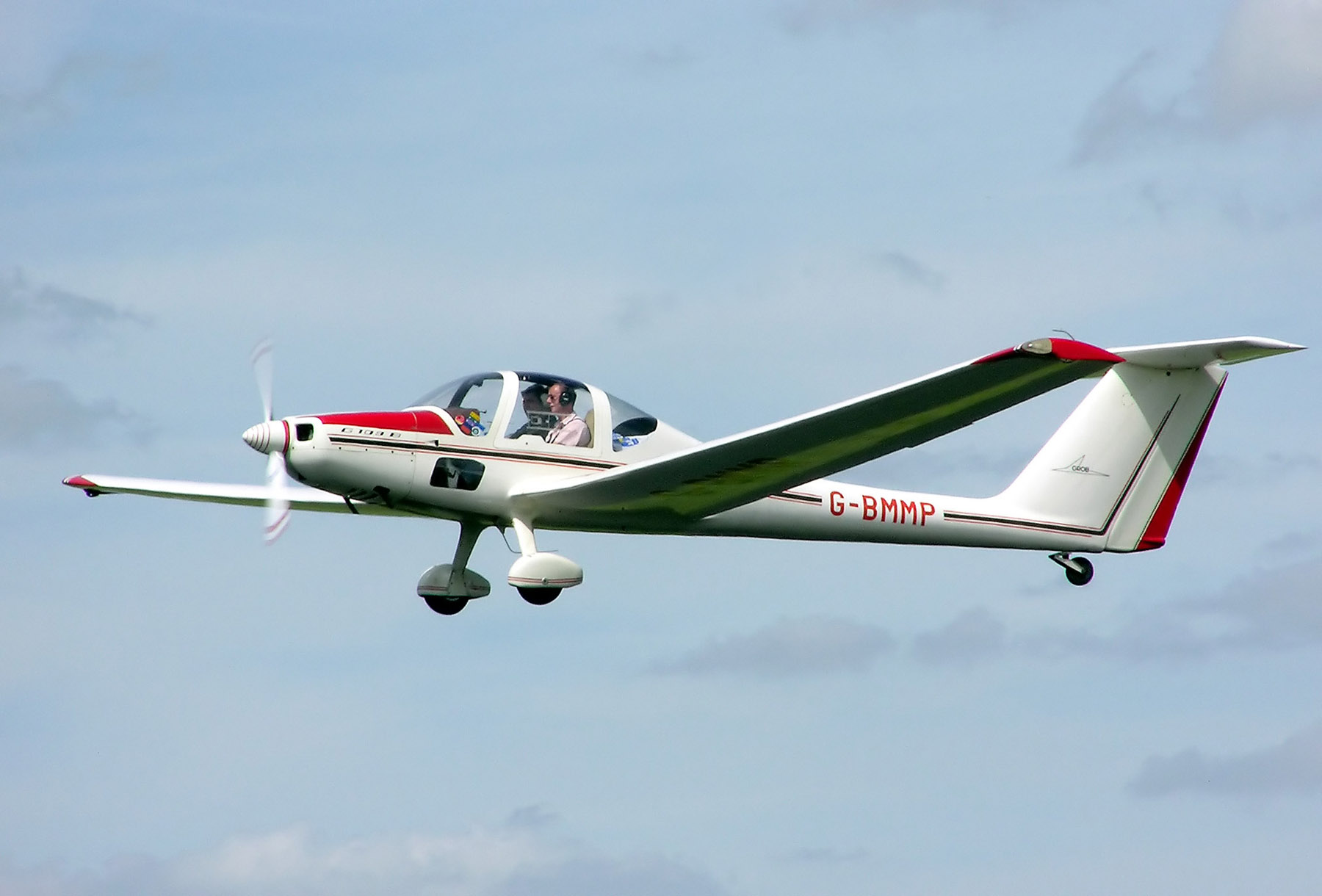
Le Grob G109B, un motoplaneur de tourisme.

Un motoplaneur est un planeur doté d'un propulseur d'appoint. La Fédération aéronautique internationale le définit comme un « avion capable de vol plané prolongé sans utilisation du propulseur d'appoint dont il est doté ».

## Principe
Ne disposant pas de propulseur, un planeur dépend d'un moyen auxiliaire (treuil ou avion remorqueur) pour assurer son décollage et sa montée. Équipé d'un propulseur d'appoint, c'est-à-dire d'un groupe moto-propulseur (moteur + hélice) destiné à ne pas être utilisé en continu, le planeur acquiert une certaine indépendance qui peut lui permettre d'éviter des situations à risque comme les atterrissages en campagne.
Le moteur d'appoint augmentant la masse de l'appareil et, dans la plupart des cas, sa traînée, les performances de ce type d'appareil sont moins bonnes que celles d'un planeur de mêmes caractéristiques géométriques. Cette idée est cependant mise à mal par les performances des moto-planeurs de dernière génération, notamment les records du monde de vol sans moteur effectués avec un motoplaneur par Klaus Ohlmann, en Amérique du Sud.

## Typologie
Plusieurs classifications coexistent :
- suivant la réglementation : selon la masse de l'appareil et la puissance du moteur le motoplaneur peut être classé comme planeur, ULM ou avion léger par les organismes de contrôle.
- selon sa construction : le propulseur d'appoint peut être fixe, disposer d'une mise en drapeau de l'hélice ou d'un propulseur escamotable. Le moteur, comme sur un avion léger, peut être placé à l'avant ou à l'arrière. Les moteurs escamotables sont le plus souvent situés à l'arrière du cockpit, l'hélice étant alors placée sur un pylône repliable.
- selon le type de moteur : la majorité des motoplaneurs sont actuellement (2014) équipés d'un moteur à pistons entraînant une hélice. Le moteur électrique ou le réacteur sont toutefois disponibles.
- selon la puissance disponible : en fonction de la puissance du propulseur le motoplaneur pourra être autonome au décollage, permettre la montée ou ne pourra être utilisé que pour prolonger le vol plané.

### Motoplaneur de tourisme

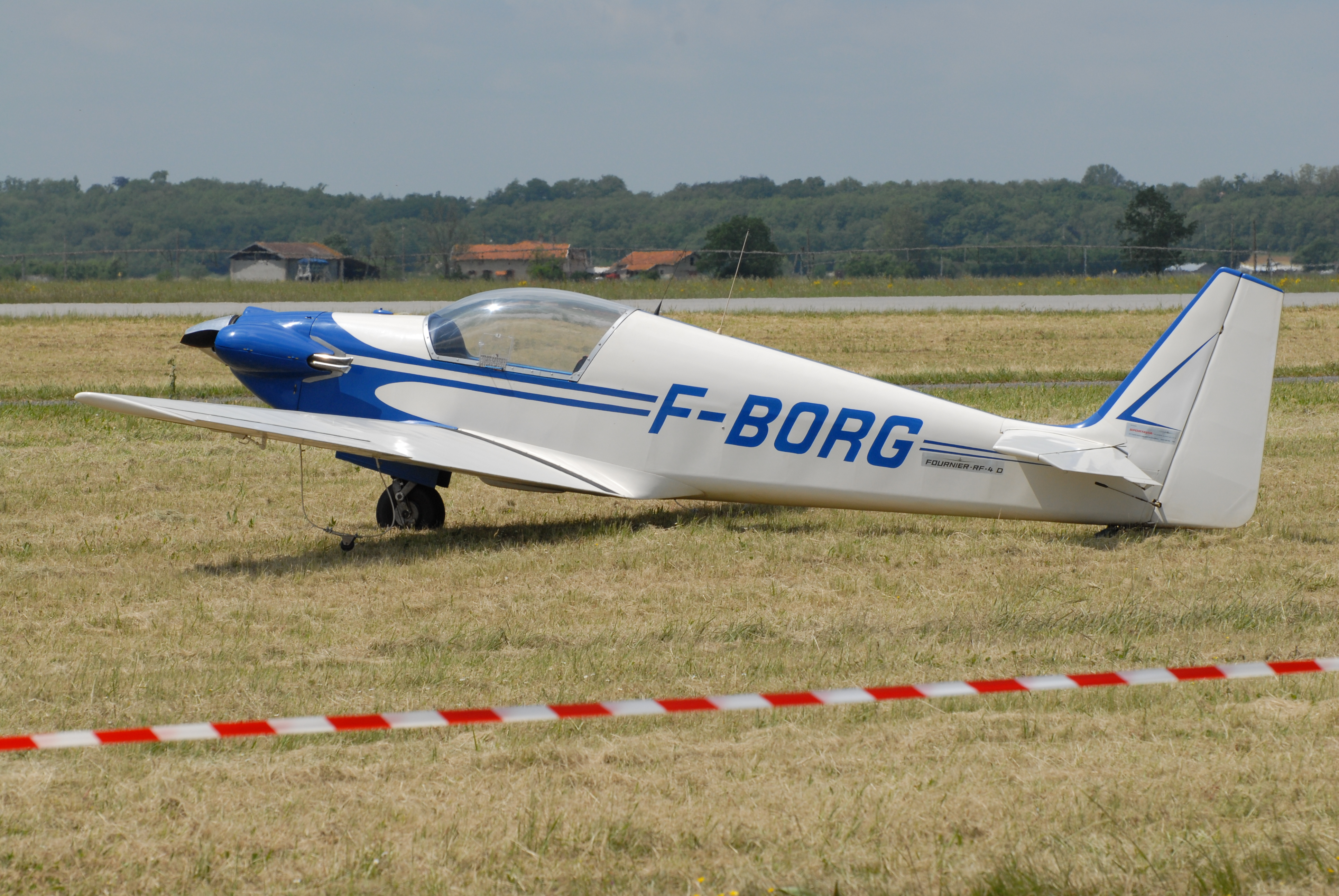
Fournier RF-4 à train rentrant.

Les motoplaneurs ayant un groupe moto-propulseur comparable à celui des avions légers (moteur à l'avant, hélice non rétractable) sont généralement classés comme des motoplaneurs de classe tourisme (classe TMG pour Touring Motor Gliders). Un motoplaneur peut décoller et naviguer comme un avion et voler comme un planeur, moteur coupé. La grande envergure des motoplaneurs leur apporte des performances en mode planeur supérieures à celles des avions légers mais inférieures à celles des planeurs conventionnels.
Beaucoup de motoplaneurs sont équipés d'ailes repliables pour leur permettre de rentrer dans les petits hangars des avions standards. Un motoplaneur doit pouvoir décoller de manière autonome car il n'est pas équipé de crochet pour permettre son décollage via un remorqueur ou un treuil comme un planeur conventionnel. La configuration du train d'atterrissage des motoplaneurs est le plus souvent de type classique, avec deux roues principales, ce qui permet de rouler sans avoir besoin d'une personne pour maintenir l'aile horizontale lors du décollage. Certains motoplaneurs ont un train dit « monotrace », une roue principale axiale, des roulettes latérales et une roue arrière dirigée (Fournier RF-3, RF-4, RF-5).
À cause de l'augmentation de la traînée de l'hélice arrêtée et du train d'atterrissage (quand il n'est pas rétractable), les motoplaneurs sont rarement utilisés en compétition. Un de leurs intérêts est la formation à l'atterrissage en campagne. Après le décollage, le moteur est coupé, le stagiaire pilote la machine comme un planeur. Des atterrissages en campagne peuvent être pratiqués tandis que le moteur tourne au ralenti. Si le stagiaire choisit un champ inadéquat, ou méjuge l'approche, l'instructeur peut remettre de la puissance moteur pour reprendre de l'altitude.

### Planeur autonome (à dispositif d'envol incorporé)

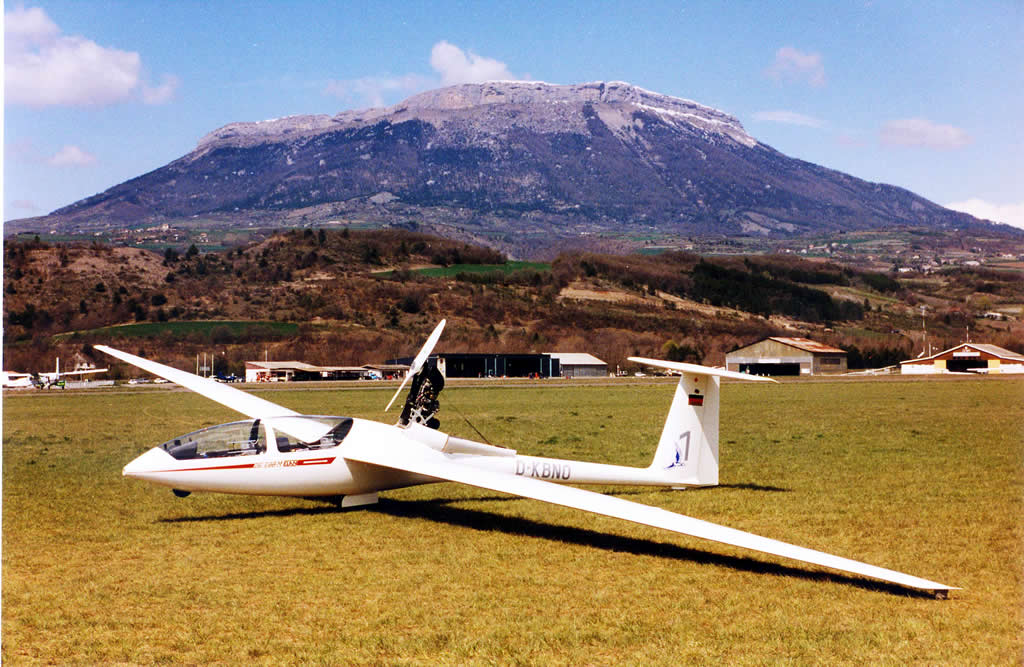
DG-505M-22.

À la différence des motoplaneurs, la plupart des planeurs autonomes sont généralement équipés de crochets de remorquage et de treuillage. Ils ont un train d'atterrissage comme celui des planeurs conventionnels, mais en plus ils ont de petites roues en bout d'aile pour permettre le roulage au sol. Les moteurs deux temps généralement utilisés ne sont pas bien adaptés à un fonctionnement à puissance réduite pour le vol de croisière. Le moteur est donc utilisé seulement pour la montée et le vol de croisière à la finesse maximale en mode planeur.

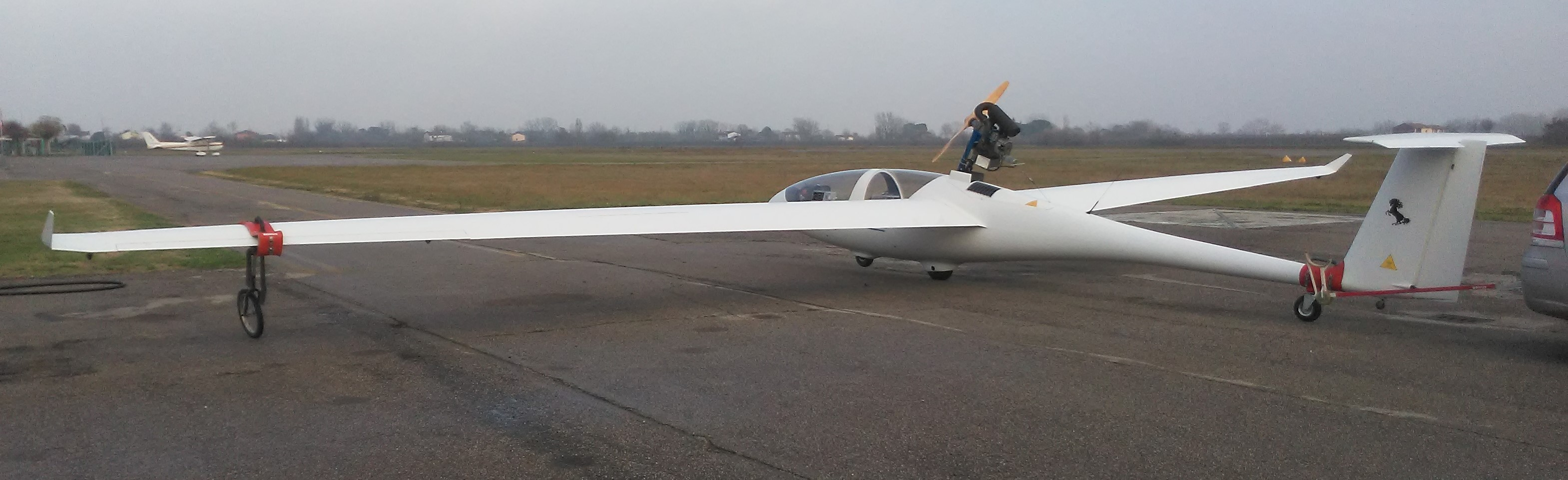
Tst 14 M Bonus

Le propulseur (l'hélice) escamotable est habituellement monté sur un mât qui pivote vers le haut et sort du fuselage, en arrière de l'habitacle et de la fixation des ailes. Le fuselage présente des trappes de compartiment de moteur qui s'ouvrent et se ferment automatiquement, semblable aux trappes de train d'atterrissage. Le moteur peut être positionné au pied ou au sommet du pylône. Certains modèles ont un moteur placé dans le fuselage; l'hélice, montée sur un pylône ou en pointe avant du planeur, est escamotable pour réduire le bruit et la traînée.

#### Planeurs autonomes à moteur de moins de 30 ch
Les planeurs autonomes faiblement motorisés décollent comme des planeurs conventionnels, par treuillage ou remorquage. Une fois en l'air ils peuvent démarrer le moteur pour reprendre de l'altitude. Les anciens moteurs n'étaient pas équipés d'alternateur ni de démarreur, le moteur était redémarré en vol par la force du vent relatif agissant sur l'hélice. Ces moteurs étaient équipés d'un décompresseur commandé par câble pour faciliter la mise en rotation du moteur par l'hélice lors du démarrage.
L'hélice est le plus souvent de type bipale, les pales étant non repliables ; elle peut avoir plus de deux pales qui se replient le long ou dans le fuselage après l'arrêt du moteur. Cette hélice est généralement montée en prise directe sur le moteur, mais certains modèles, comme le DG1000T ont un réducteur entre le vilebrequin et l'hélice.
Les moteurs sont de type bicylindre deux temps à refroidissement à air ou liquide dans une gamme de puissance entre 18 et 30 ch. Ils sont plus légers et plus simples à utiliser que les moteurs des motoplaneurs.

#### Planeurs autonomes à moteur de plus de 30 ch

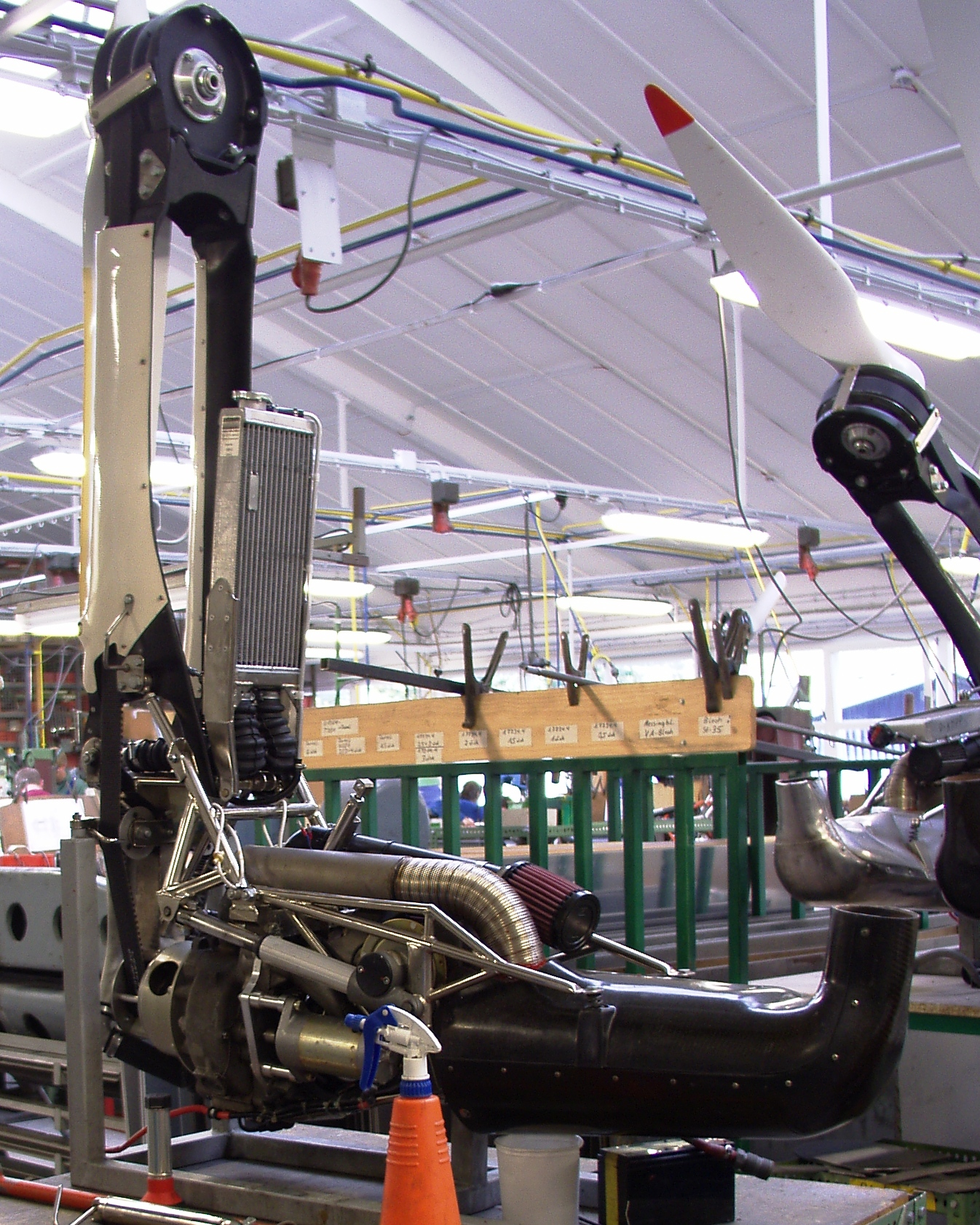
Groupe moteur d'un ASH 26 sur un banc de test chez Alexander Schleicher. Du haut à gauche dans le sens anti-horaire : hub de propulseur, mât avec le guide de la courroie, radiateur, moteur Wankel et silencieux.

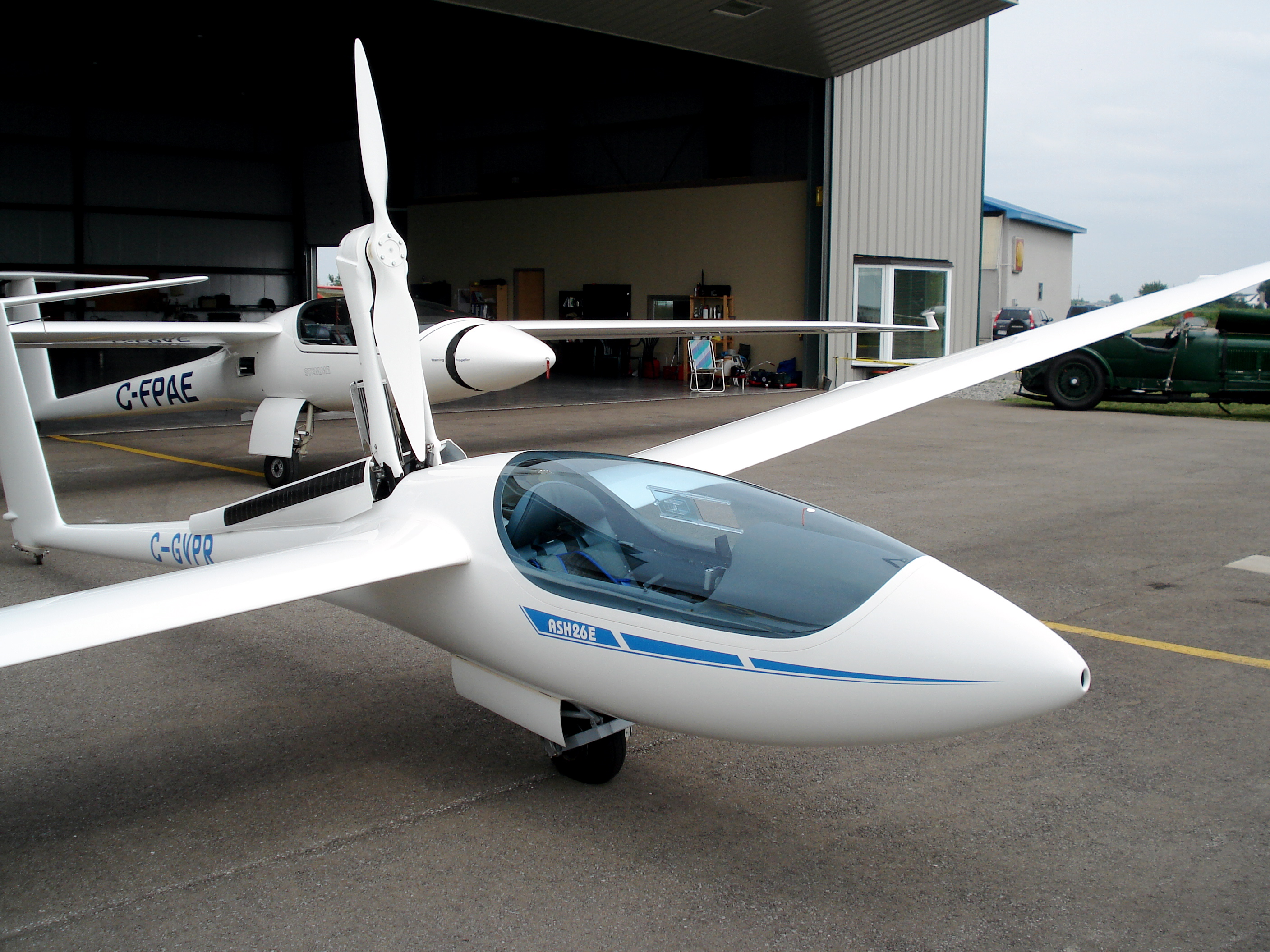
Alexander Schleicher ASH 26, avec le pylône déployé.

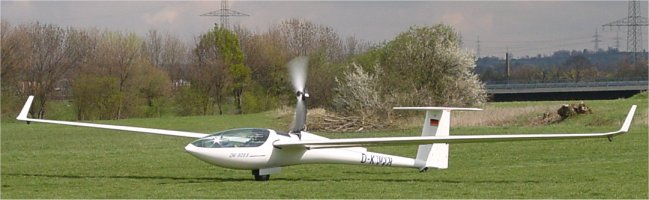
DG-808B de 18 mètres pylone sorti.

La puissance s'élève entre 50 et 60 chevaux. Ces planeurs autonomes qui ont suffisamment de puissance pour décoller et prendre de l'altitude peuvent aussi être lancés comme des planeurs conventionnels. Le moteur est équipé d'un démarreur, d'une batterie de forte puissance et parfois d'un alternateur pour recharger les batteries. Les hélices sont souvent bipales et couplées au moteur par un réducteur à courroie.
Sur certains modèles (comme le Stemme S-10), les moteurs sont montés dans le fuselage et seule l'hélice est escamotable. Cela permet de mettre un silencieux plus grand pour réduire le bruit, de limiter les masses en mouvement et surtout de limiter la traînée parasite due au moteur sorti. Cela permet aussi de détendre les courroies de transmission moteur rentré, prolongeant ainsi leur durée de vie ainsi que celle des roulements, paliers et autres supports.
Le moteur est soit un moteur à piston 2-temps soit un moteur Wankel qui nécessite un refroidissement liquide avec un radiateur qui est fixé sur le pylone.
Une variante de planeur autonome est le planeur dit « turbo » dont la puissance du moteur n'est pas suffisante pour le décollage mais suffit à réaliser un plané sans perdre d'altitude. Le LAK 17 équipé d'un petit moteur Solo de 23 ch en est l'illustration.

### Autres types

#### Moteur central et hélice à l'avant

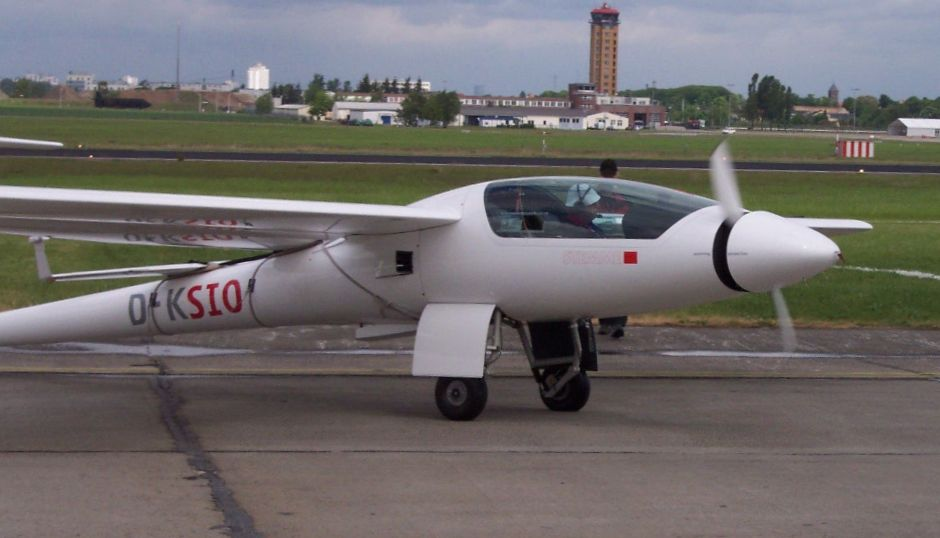
Un Stemme S10 au roulage.

L'hélice du Stemme S-10, qui peut se replier dans le cône avant, est reliée au moteur placé derrière les pilotes par un arbre de transmission. Le moteur est un Rotax à refroidissement liquide. Lors du démarrage  du moteur des écopes latérales s'ouvrent sur les côtés.
Il a un train d'atterrissage de type classique rétractable. Les ailes peuvent se plier (en option) ; il n'est pas équipé de crochet de remorquage. Le S10-VT a une hélice à pas variable et un moteur équipé d'un turbo, ce qui lui permet de voler à 9 000 mètres.

#### Moteur électrique

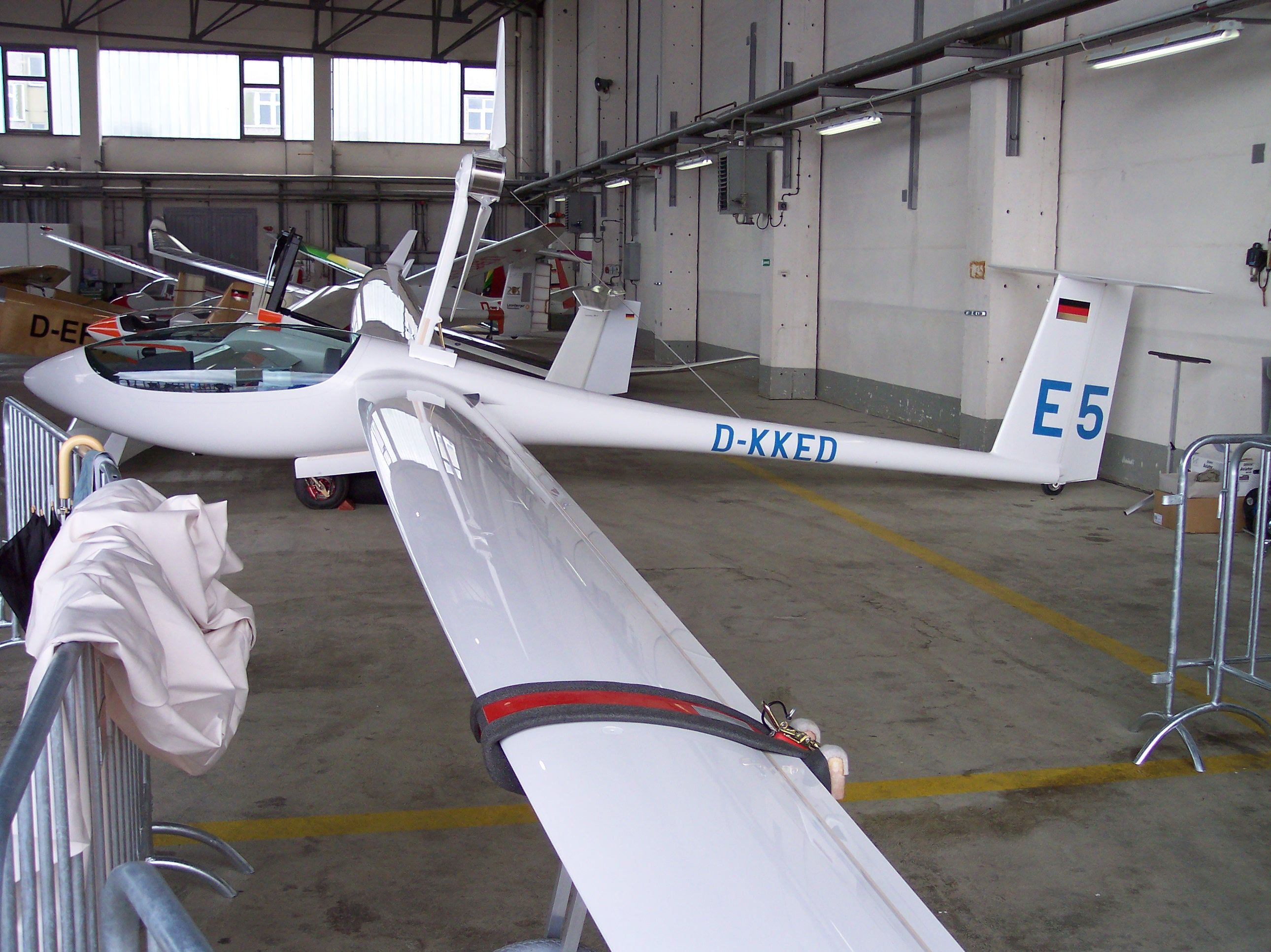
Antares 20 avec le mât moteur sorti.

Bien que la plupart des planeurs autonomes soient propulsés par des moteurs à essence, quelques constructeurs et motoristes proposent des versions optimisées pour la propulsion électrique :
- Lange Antares 20E ;
- SILENT (classé ULM)[3] ;
- Alatus-ME (classé ULM - équipé d'un moteur Electravia) ;
- ElectroLight2[4] : motoplaneur ULM électrique d'Electravia ;
- E-Genius.
- Le Pipistrel Taurus, dont la version électrique devient en 2011 le premier avion électrique biplace produit en série[5].

#### Réacteur
Le premier planeur « à réaction » est le Fouga CM.8-R.13 « Sylphe ». C'est une machine de 13 mètres d'envergure pour 435 kg, comportant un réacteur dorsal Turbomeca Piméné de 85 daN de poussée. Il a effectué son premier vol le 14 juillet 1949, piloté par Léon Bourrieau, mais n'a jamais été produit en série.
Il existe un seul planeur fabriqué en série avec un réacteur, le Caproni Vizzola Caproni A-21 Calif. Le turboréacteur est monté à l'intérieur du fuselage derrière l'aile, des prises d'air et des conduites d'échappement amènent l'air au turboréacteur.
Le Jonker JS-1 Revelation est un planeur en développement avec une possibilité d'être motorisé par un turboréacteur.
Une version modifiée du motoplaneur acrobatique, le Alisport Silent-J a été préparée pour le spectacle américain, équipé de deux turboréacteurs AMT-USA AT-450 (200 N (45 Lbf) de poussée chacun) originellement développés pour les modèles réduits.
Un Akaflieg allemand développe une version du DG1000T avec des turboréacteurs.